# 減五短七の和音
減五短七の和音（げんごたんしちのわおん）とは、四和音の一種である。
ポピュラー音楽では英語名のマイナー・セブンス・フラッテド・フィフス・コードと呼ばれる。

## 概要

### 各言語での呼称
- 英語: minor seventh flatted fifth chord （マイナー・セブンス・フラッテド・フィフス・コード）
- 英語: half diminished chord （ハーフ・ディミニッシュ・コード）
- 頻出するわりに名前が長すぎるので、省略して「ハーフ」と呼ばれることもある。

### 構成音
- 根音（R）
- 短三度（m3°）
- 減五度（-5°）（dim5°）
- 短七度（m7°）

以上の4音から構成される四和音である。

### 和音記号
根音をCとすると、コードネーム表示は、
Cm7-5、Cm7(♭5)、Csemidim、Cmi7(♭5)、CØ、C-7-5、C-7(♭5)

## 関連記事
- 減三和音
- 減七の和音
- トリスタン和音
- 和音
- 和声
- ダイアトニック・コード